# Korrbrotjärnarna
Korrbrotjärnarna är en sjö i Filipstads kommun, som ingår i Göta älvs huvudavrinningsområde.